# Thập niên 910
Thập niên 910 hay thập kỷ 910 chỉ đến những năm từ 910 đến 919.